# Ramón Santamarina
Ramón Joaquín Manuel Cesáreo Santamarina (Ourense, 25 février 1827 - Buenos Aires, Argentine, 23 août 1904) était un propriétaire d'haciendas argentin d'origine espagnole.,
Orphelin, il arriva en Argentine à seize ans d'âge et s'installa à Tandil, dans la province de Buenos Aires.
Il travailla comme ouvrier agricole, et acheta avec ce qu'il gagnait des bœufs et des charrettes. Le commerce de ces dernières fut à l'origine de sa fortune. Il acquit de nombreux terrains en Argentine et fonda une entreprise qui existe toujours : Santamarina et Fils,.